# Puddefjorden
60°23′21.199″N 5°18′13.759″Ø / 60.38922194°N 5.30382194°Ø
Puddefjorden er en 3.500 meter lang fjordarm af Byfjorden i Bergen. Puddefjorden starter ved Nordnespynten og går i dag ind til Store Lungegårdsvann.

## Beliggenhed
Den oprindelige Puddefjorden var både længere og bredere end i dag, men efter omfattende industrialisering af områderne i slutningen af 1800-tallet, blev Puddefjordens udseende kraftig forandret. Puddefjorden ligger ved nogle af bergenområdets vigtigste industribydele, og har spillet en vigtig rolle for byens udvikling og industrialisering. Nogle af de mest kendte områder er Møhlenpris, Årstad, Damsgård, Laksevåg, Solheimsviken og Nøstet.
Før denne udbygning gik Puddefjorden rundt om byen, og endte kun et stenkast fra Vågen. Efter den endelige opfyldning af sundet mellem Lille Lungegårdsvann og Store Lungegårdsvann i 1926, stopper Puddefjorden nu ved Store Lungegårdsvann.

## Historie
Til trods for at Puddefjorden ligger i Bergen, har fjorden ikke været en stor del af byens ældre historie. Fjorden er udsat for stærke strømme, de inderste dele blev for let islagt om vinteren og dertil har Puddefjorden en god del skær og holme som har gjort sejlads unødvendig farefuldt og gjorde Vågen til et meget bedre indsejlingssted. Navnet Puddefjorden kommer muligvis fra netop disse skær – fjorden er først omtalt så sent som 1560, og blev da skrevet som Pudefjorden, som måske stammer fra Bodafjord og norrønt bodi, som betyr skjær.
Isen, skærene og den stærke strøm gjorde at eksempelvis kongene på Alrekstad (i dag kendt som Årstad) ikke benyttede Puddefjorden. Isen stoppede også et invasionsforsøg fra Christoffer Trondsen i 1536, da Puddefjorden oprindelig gik helt ind til det som i dag er kendt som Lille Lungegårdsvann.
Puddefjorden blev altså regnet som et af Bergens omliggende områder, og sådan var det til midten af 1800-tallet. Puddefjordens nordøstlige side tilhørte derimod byen, og kom der slutningen af 1600-tallet spredt bebyggelse, som senere blev kendte bydele som Nøstet og Møhlenpris. Men glansperioden til Puddefjorden og de omliggende områder kom først med industrialiseringen.

## Udbygningen af områderne omkring Puddefjorden
Det var først i sidste fjerdedel af 1800-tallet at områderne omkring Puddefjorden blev mere bebygget, og der dukkede da flere kendte bryggenavne op, hvor industri og havtransport blomstrede. Nogle af disse brygger var:
- Sukkerhusbryggen – Ukendt byggeår, men overtaget af Bergen havnevæsen i 1864. Et tilfredsstillende kajanlæg kom i 1890
- Søndre Nøstekai – 1880'erne
- Møhlenpriskaien – 1898–1903
- Dokkeskjærskaien – 1939
- Jekteviken – Flere udbygninger og udvidelser gennem 1970'erne og frem til i dag.

Med udbygningen af disse brygger og tilrettelægningen for større skibstrafik, blev Puddefjordens geografi væsentlig ændret. Strande blev til brygger, og før dette havde allerede tungindustri som Bergens mekaniske verksted etableret sig i Solheimsviken omkring 1850, og Nygårdsbroen blev åbnet i 1851, og knyttede Bergen og Årstad sammen. Nygårdsbroen ses i dag som skellet mellem Store Lungegårdsvann og resten af Puddefjorden.
Omkring 1860 startede opfyldningen af indrevågen, altså området omkring Lille Lungegårdsvann, og i 1895 blev arbejdet med Vestre Strømskaj fuldført, og et omfattende arbejde med at udgrave dele af Puddefjorden blev gennemført da man ønskede en havn tæt knyttet til Bergensbanen. Resultatet var at Lille Lungegårdsvann blev næsten helt adskilt fra Puddefjorden, og den endelige adskillelse kom i 1926.
I 1956 kom Puddefjordsbroen som sammenknyttede Bergen Centrum med Gyldenpris. I 1978 stod den nye Nygårdsbroen færdig.
Men Puddefjorden var brugt til mere end industriformål – Marinen havde base ved Nygårdsbroen fra 1818 frem til 1963, Bergen Museum havde omkring århundredeskiftet en bygning i området og der gik også færger over Puddefjorden til Laksevåg frem til 1960, og ved de vindstille områder i Store Lungegårdsvann blev der efterhånden bygget en marina, men det er den tunge industri, med vægt på skibsværft og mekanisk industri, som langt ind i vår tid blev dominerende for området, og som har medført alvorlige miljøskader på Puddefjorden og områderne omkring.

## Miljø
Langvarig industridrift har haft en miljømæssig indvirkning på Puddefjorden, og sedimentet er stærkt forurenet med både PCB og kviksølv, og Puddefjorden er nu inddelt i fem delområder, og oprydningsarbejdet anslås til at koste et flercifret antal millioner kroner. Der har heller aldrig foregået nogen særlig dokumentation over hvilke giftstoffer som er blevet lukket ud i fjorden, samtidig som at både mindre industri og ikke mindst privatbefolkningen i Årstad-området har brugt Store Lungegårdsvann som affaldsplads. I årevis har området også fungeret som dumpingstation for PCB-vinduer, som nu ligger i sedimenterne.

## Fremtiden
De gamle industrianlæg omkring Puddefjorden er nå genstand for flere store planer. Solheimsviken er nu gået fra tungindustri til kontorpark, og mange ønsker at gøre det gamle industriområde langs sydsiden og omkring Store Lungegårdsvann til Bergens nye boligområde. I et høringsudkast i 2003 foreslog Nykrohnborg vel ved Rolf Rasmussen en gang- og cykelbro over Puddefjorden til Møhlenpris og universitetsområdet på Nygårdshøyden. Broen Småpudden blev officielt åbnet 14. juni 2016.
Ved at både Hurtigrute-terminalen og containerområdet nu bliver flyttet længere ud mod Byfjorden, er der kun lidt tilbage efter de store skibe.